# 6-ортоплекс
| 6-ортоплекс | 6-ортоплекс                      |
| --- | -------------------------------- |
| 6-ортоплекс. Його 12 вершин спроектовані на тривимірний простір як вершини правильного ікосаедра. Кожні дві вершини цього ікосаедра крім протилежних з'єднані ребрами |                                  |
| Тип | Правильний шестивимірний політоп |
| Символ Шлефлі | {3, 3, 3, 3, 4}                  |
| 5-вимірних осередків | 64                               |
| 4-вимірних осередків | 192                              |
| Осередків | 240                              |
| Граней | 160                              |
| Ребер | 60                               |
| Вершин | 12                               |
| Вершинна фігура | 5-ортоплекс                      |
| Двоїстий політоп | 6-гіперкуб                       |

6-ортоплекс — геометричне тіло, правильний шестивимірний політоп, що має 12 вершин, 60 ребер, 160 трикутних граней, 240 тетраедричних 3-гіперграней, 192 п'ятикомірочних 4-гіперграні та 64 5-комірки, що мають форму 5-симплекса. 6-ортоплекс — це один з безлічі гіпероктаедрів — політопів, двоїстих гіперкубам, тіло, подвійне хексеракту, а також 5-ортоплексова гіпербіпіраміда.
6-ортоплекс також називається гексакросом і гексаконтитетрапетоном.

## Декартові координати
У Декартовій системі координат вершини 6-ортоплекса з центром у початку координат мають такі координати: (±1, 0, 0, 0, 0, 0), (0, ±1, 0, 0, 0, 0), (0, 0, ±1, 0, 0, 0), (0, 0, 0, ±1, 0, 0), (0, 0, 0, 0, ±1, 0), (0, 0, 0, 0, 0, ±1).
Кожні дві вершини 6-ортоплекса крім протилежних з'єднані ребром.